# Francisco Sabino
Francisco Sabino Álvares da Rocha Vieira Barroso (Salvador, Bahia, 1796 - Càceres, MT, 1846) fou un metge i polític revolucionari brasiler, més conegut com a Sabino Álvares.
Fou el dirigent principal de la revolta independentista i republicana ocorreguda a la província de la Bahia, que es coneix com la Sabinada (1837-1838).
Quan el moviment fou derrotat per les forces del govern imperial, Sabino fou detingut i jutjat, juntament amb altres dirigents del moviment, per un tribunal compost per latifundistes de la província. Condemnat a la pena de mort pel jutge Victor de Olivera el 2 de juny de 1838, fou amnistiat el 22 d'agost de 1840 amb la substitució de la pena capital per l'exili a la ciutat de Goiás.
Escortat per mariners imperials de Salvador fins a Rio de Janeiro el 27 de novembre de 1841, marxà de seguida al Sertão, però restà quatre mesos en companyia del seu fill, Sabino Álvares, advocat a la vila de Maricá. Fou localitzat pel cap de policia, i desterrat perquè complís la pena.
Quan era a Goiás, rebé una ordre de trasllat a la província de Mato Grosso, on residí en el Real Fort Príncep da Beira, hui estat de Rondônia. I llavors, quan arribà a Cuiabá l'octubre de 1844, el president de la província Ricardo José Gomes Jardí l'envià a la ciutat de Mato Grosso, hui Vila Bela da Santíssima Trindade, a causa del motí ocorregut al Fort Príncep da Beira.
Malalt, possiblement de malària, no arribà a la seua destinació final, es deturà a la Hisenda Jacobina, a Càceres, on fou hostatjat per João Carlos Pereira Leite. El govern estatal s'hi feu el desentés. Sabino Álvares treballà com a metge fins a morir al 1846.
Segundo relato de Estevão de Mendonça, sobre o seu túmulo, foi talhada em duas tábuas de jacarandá a seguinte inscrição:
| «                | En homenatge al saber i a l'amistat. Ací dorm el son dels morts el Dr. F. Sabino da R. Vieira. Nascut a la província de Bahia, va morir el dia 25 de desembre de 1846, deixant darrere records enyoradissos. Al compatriota i amic | » |
| — J. C. P. Leite | |   |

Soterrat a la capella de la hisenda, els seus ossos en serien duts a Salvador el 1895 a petició de l'Institut Geogràfic i Històric de Bahia.
Format en medicina pel Col·legi medicoquirúrgic, huiFacultat de Medicina de la Bahia de la Universitat Federal de Bahia, en què fou professor substitut, nomenat el 15 de juny de 1833, intentà traure'n la plaça de Patologia el 1837 presentant una monografia, però hi quedà en segon lloc en el concurs. Alhora que es dedicava a la política, també era redactor del diari El Investigador Brazileiro, de Bahia, que va circular entre 1831-32.

## L'assassinat de l'alferes José Joaquim Ribeiro Moreira
Sabino Álvares defensava la seua opinió política en El Investigador Brazileiro, i acabà sent insultat pel redactor del Jornal do Commercio Vicente Rierol Moreira, que l'acusà d'assassinar la pròpia dona. Tots dos es van trobar al carrer, el dia 31 d'octubre de 1833, i Sabino va donar una fuetada a Vicente, que a penes se'n queixà.
El germà de Vicente, l'alferes José Joaquim, se'n va sentir i espaià la brama que fuetejaria a Sabino Álvares on el trobàs. La trobada va esdevenir a la plaça del Palau, el dia 7 de novembre de 1833, a les 10h, i quan l'alferes se li acostà, Sabino tragué un bisturí i l'hi colpejà, i el va matar. Acabaria arrestat i sentenciat.
La decisió del jurat fou una pena de sis anys de presó, amb treballs forçats, el 29 de juliol de 1834. La sentència fou revisada perquè un dels jurats es va penedir del vot. La pena es commutà per l'exili de sis anys a la província de Sâo Pedro de Rio Grande do Sul. Una altra apel·lació resultà en anul·lació pel ministre de la Justícia Aureliano de Souza i Oliveira Coutinho al 27 de novembre de 1834 per legítima defensa.

## Altres escrits
- Monografia sobre a Temperança como Meio de Conservar a Saúde e Prolongar a Vida, publicada el 1833. Guanyà una medalla d'or de la Sociedade Conciliadora da Bahia.
- Monografia sobre dos tumors al cap. A partir de l'observació de dos pacients de la Hisenda Jacobina, a la regió de Càceres, MT, publicat en la Revista Mèdica Brazileira, a Rio de Janeiro, al 1842.
- Algunes notícies mèdiques i altres observacions sobre la província de Mato Grosso, publicades en Archivo Medico Brazileiro, el 1846. A més dels relats mèdics, Sabino Álvares es queixa de l'opressió policial, que li impedeix sortir de Mato Grosso, i del rebuig judicial que no atén la seua demanda de retornar a Bahia.